# Edouard Kutter (1934)
Édouard Kutter junior (5. listopadu 1934 – 17. května 2022, Lucemburk) byl lucemburský fotograf a vydavatel.

## Životopis
Syn fotografa Édouarda Kuttera staršího (1887–1978) byl v roce 1966 jmenován dvorním fotografem. V roce 1963 převzal otcovu fotografickou firmu. V roce 1986 se souhlasem soudu daroval lucemburské Fototéce asi dva tisíce fotografií velkovévodské rodiny, které pořídil jeho otec v letech 1896 až 1960. Koncem roku 1989 daroval i vlastní sbírku snímků pořízených v letech 1960 až 1980 dokumentujících vývoj města.

## Publikace
- Luxembourg: paysages du Grand-Duché Édouard Kutter, Joseph Goedert, Nicolas Hein, 1970, 27 stran